# BBÖ 2040/s
Die BBÖ 2040/s ist eine Reihe dieselelektrisch angetriebener zweiachsiger Schmalspur-Diesellokomotiven der BBÖ.

## Geschichte

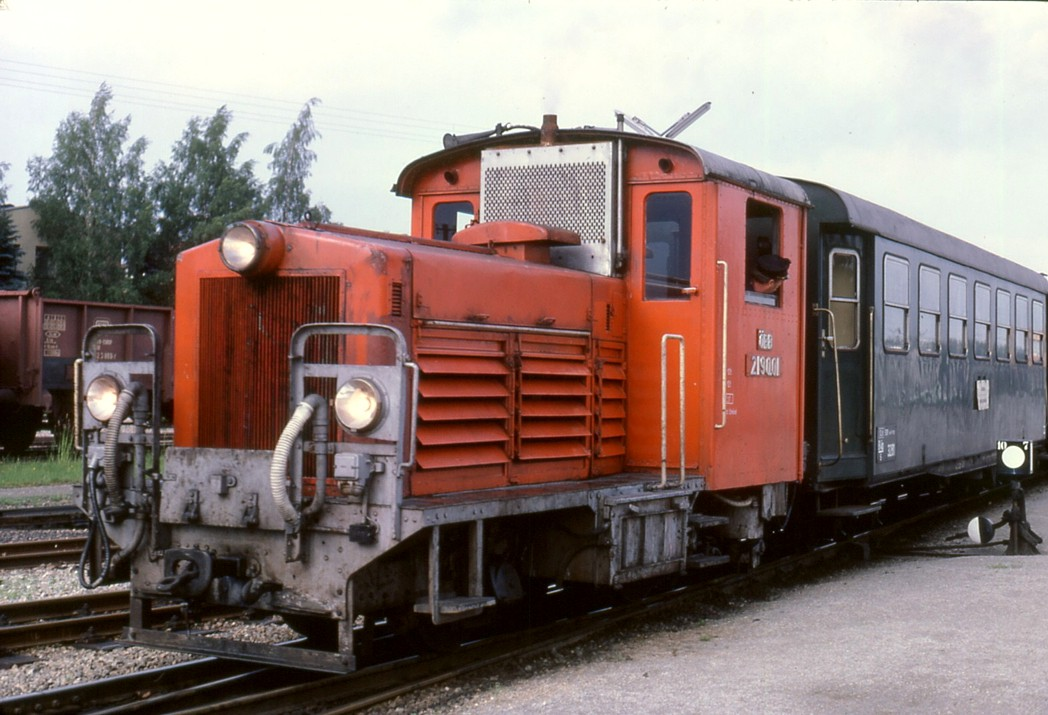
2190.01 in Gmünd (1982)

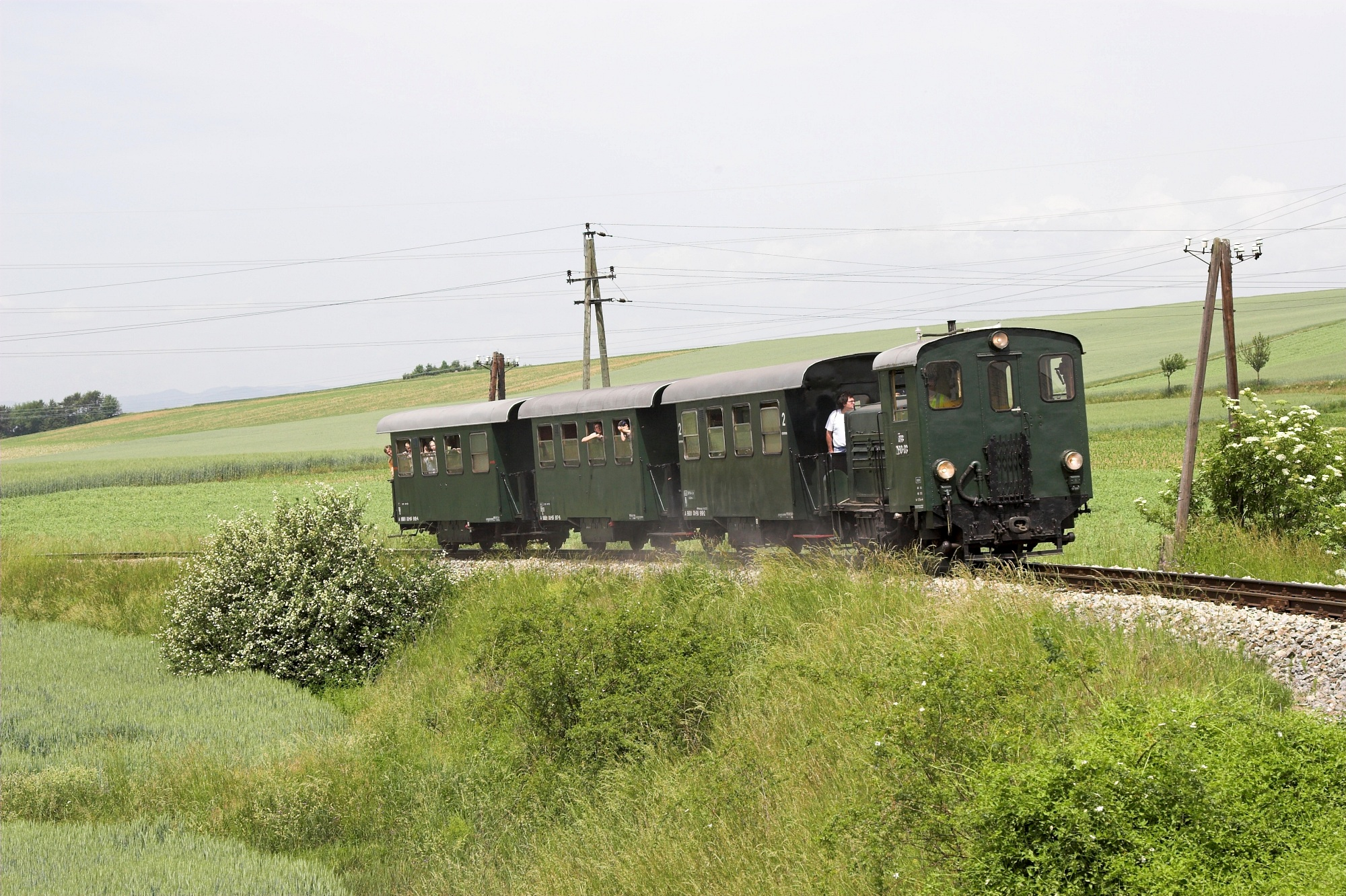
2190.03 mit maximaler Anhängelast auf der Krumpe

Im Jahr 1934 lieferten die Waggonfabrik Simmering und die Österreichischen Siemens-Schuckert-Werke (ÖSSW) die beiden Loks 2040.01 und 2040.02 an die BBÖ aus. Sie waren für den Einsatz auf der Zweigstrecke der Mariazellerbahn („Krumpe“) vorgesehen. Zwei Jahre später folgte eine dritte Lok mit leicht gesteigerter Motor- und Generatorleistung. Die Deutsche Reichsbahn bezeichnete die Loks 1938 als V 15.901–903. Die ÖBB gab ihnen ab 1953 die Reihenbezeichnung 2190. Schon bald wurden alle drei Loks dieser Reihe ins Waldviertel umstationiert, wo sie hauptsächlich vor Personenzügen am neigungsärmeren Nordast zwischen Gmünd, Litschau und Heidenreichstein zum Einsatz kamen. Aufgrund der geringen Leistung konnten nur relativ kurze Züge bespannt werden.

## Verbleib
Die 2190.01 wurde im Jahr 1983 ausgemustert und 1987 vom Verein ÖGLB erworben. Mit Ersatzteilen von der ebenfalls erworbenen 2190.02 wurde sie wieder betriebsfähig aufgearbeitet und zwischen 1985 und 1991 in blutorangem Farbkleid auf der Lokalbahn Payerbach – Hirschwang eingesetzt. Seit 1991 fährt sie auf der Bergstrecke der Ybbstalbahn. Im November 2018 entrollte die Lok bei einem Bauzugeinsatz auf der 30 ‰ steilen Rampe im Bereich von Gaming und stürzte nach der Entgleisung in einen privaten Garten. Nach der Bergung mit einem Kran wurde die Lok per Tieflader ins Heizhaus Kienberg-Gaming gebracht, wo sie seither auf ihre Reparatur wartet.
Schon zwei Jahre vor ihrer Schwester, nämlich 1981, ist die 2190.02 ausgemustert worden. Sie wurde 1987 vom Verein ÖGLB gekauft und seither als Ersatzteilspender für die 2190.01 verwendet. Mit der Zeit war die Lok innen komplett ausgeräumt und der Lokkasten im Freien dem Verfall preisgegeben. Im Jahr 2009 wurde die leere Hülle der 2190.02 an den Waldviertler Schmalspurbahnverein abgegeben, wo sie äußerlich aufgearbeitet und in karminrot/cremeweiß neu lackiert wurde. Der weitere Verlauf der Aufarbeitung ist ungewiss, da für die innen komplett ausgeräumte Lok Ersatzteile kaum aufzutreiben sind. Derzeit steht die Lok witterungsgeschützt im Heizhaus in Litschau.
Da die 2190.03 in einem sehr schlechten Allgemeinzustand war, wurde von den ÖBB bereits 1969 die Ausmusterung beantragt. Sie kam aber als Werklokomotive 053/s in die Hauptwerkstätte St. Pölten, da deren bisherige Werkslok zu diesem Zeitpunkt mit einem irreparablen Schaden abgestellt war. 1974 aber wurde sie wieder als 2190.03 in den Fahrzeugbestand der ÖBB aufgenommen. 1992 bekam die Lokomotive einen neuen Motor der Bauart R8 (wie bei ÖBB 2091), da für diesen im Gegensatz zum SV 8-Motor (Vorgänger) ausreichend Ersatzteile lagernd waren. Weil dieser Motor jedoch mehr Platz benötigte, wurde der Vorbau analog der Baureihe BBÖ 2041/s umgebaut. Die 2190.03 ging 2001 in das Eigentum des Eisenbahnclubs Mh.6 über, der sie seither betreut. Ihr Einsatz als Verschublok in der HW St. Pölten endete dadurch aber nicht. Die Lok ist derzeit zerlegt in Aufarbeitung und bekam wieder einen blutorangen Lack.

## Konstruktion und Technik

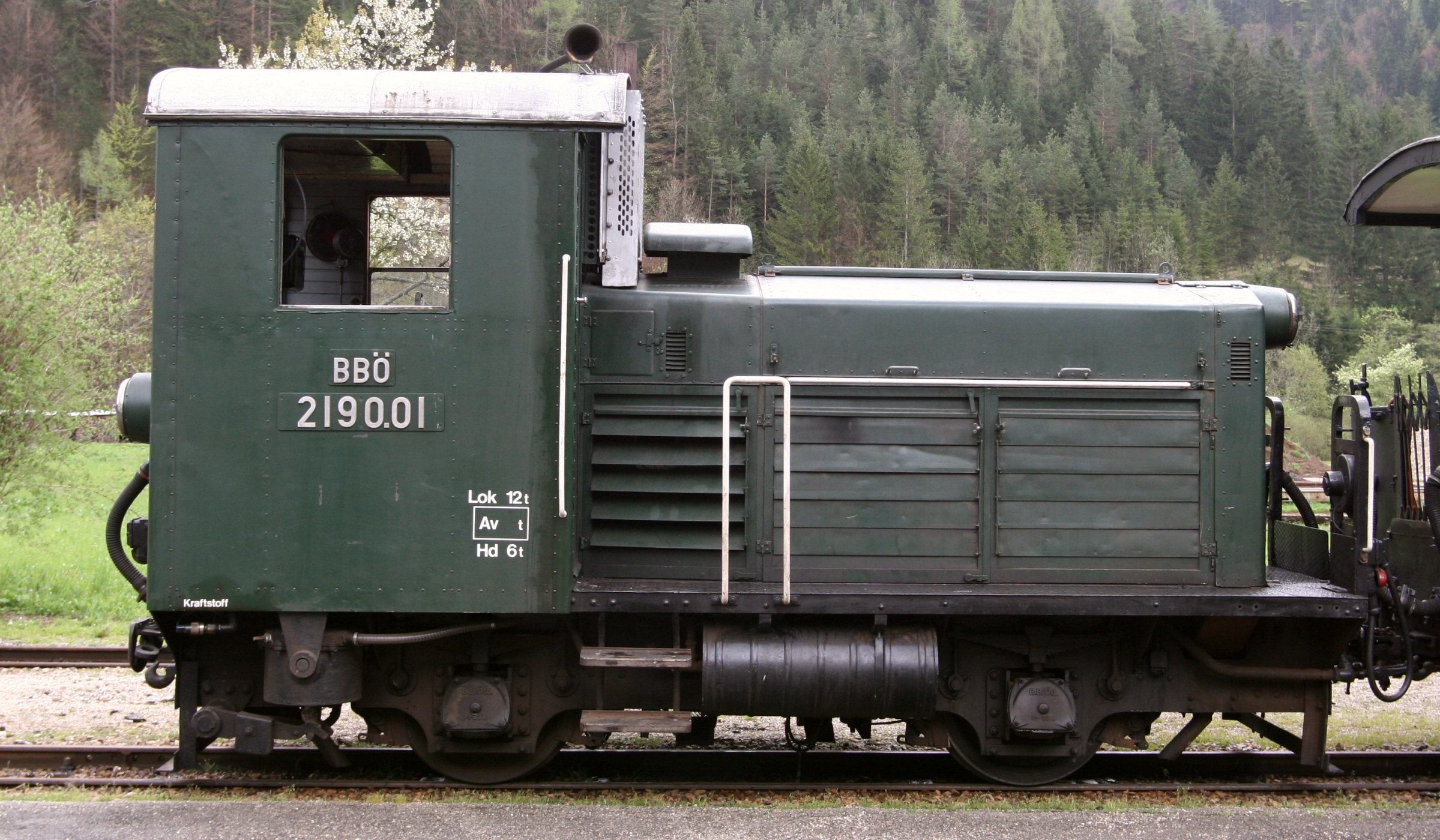
2190.01 im Bahnhof Lunz am See an der Ybbstalbahn

Die Lok besitzt einen genieteten Hauptrahmen, der von zwei rollengelagerten Achsen getragen wird. Der Lokkasten stützt sich mittels Blattfedern auf die Radsätze. An einem Ende der Lok befindet sich das Führerhaus mit Übergangstür zum Wagenzug, auf der anderen der Motorvorbau, in dem die Antriebsanlagen untergebracht sind. Die Lokomotive kann sowohl von der linken als auch von der rechten Führerstandsseite bedient werden. Fährt die Lok mit dem Motorvorbau voraus, so hat der Lokführer die Instrumente vor sich. Befindet sich der Motorvorbau entgegen der Fahrtrichtung, muss sich der Lokführer umdrehen, um einen kurzen Blick auf die Instrumente werfen zu können.
Die Loks verfügen pro Seite über eine Bosna-Kupplung, Schläuche für die Saugluftbremse und ein E-Kabel für die Webasto-Heizung der Wagen.
Die Kraftübertragung erfolgt dieselelektrisch nach dem System Gebus. Geschwindigkeit und Zugkraft der Lokomotiven passen sich bei diesem System bei konstanter Drehzahl und Leistung des Motors automatisch den Anhängelasten und Steigungen der Strecke an. Die Geschwindigkeit der Lok bis hin zur Stillsetzung wird dabei stufenlos durch Veränderung der Motordrehzahl über einen langen Hebel im Führenstand reguliert. 
Der achtpolige Generator ist selbstbelüftet und durch eine elastische Kupplung mit dem Dieselmotor verbunden, die Ankerwelle läuft in Rollenlagern. Er besitzt eine Dauerleistung von 87 kW bei 1.500/min (2190.01-02) bzw. 96 kW (2190.03). Die Abluft des Generators wird bei den Lokomotiven der Erstlieferung zur Belüftung der Fahrmotore eingesetzt.
Die beiden gefedert aufgehängten, fremdbelüfteten Fahrmotore Typ GMB 147/15 (mit 38 kW Dauerleistung bei 3.300/min) der ÖSSW waren bei den Lokomotiven der Erstlieferung querliegend ausgeführt worden, sie treiben über ein auskuppelbares Schneckengetriebe von David Brown die Achsen an. Bei der nachgelieferten Maschine kamen aufgrund der geforderten Leistungssteigerung eigenbelüftete Tatzlagermotore vom Typ GMB 147/18 (mit 43 kW Dauerleistung bei 3.500/min) sowie ein doppeltes Zahnradvorgelege (Übersetzung 1:15,5) zur Ausführung. Beide Motortypen waren als vierpolige Reihenschlussmotore ausgeführt. Die Loks verfügen über eine Vakuumbremse, besitzen aber keine Sifa.
Die Loks waren eine Weiterentwicklung des Einzelstückes BBÖ 2021/s und bildeten ihrerseits die konstruktive Basis für die BBÖ 2041/s.